# Bumetopia flavomarmorata
Bumetopia flavomarmorata là một loài bọ cánh cứng trong họ Cerambycidae.